# 人形佐七捕物帳 (1965年のテレビドラマ)
『大衆名画座 人形佐七捕物帳』（にんぎょうさしちとりものちょう）は、NHKで1965年4月9日から1966年4月1日まで放送された時代劇である。全50話。放送期間は当初は半年の予定だったが、好評だったため1年間に延長された。のちに幾度の枠移動や中断を含め現在も続く娯楽時代劇枠（現在の特選!時代劇）の第1作でもある。

## あらすじ
文化・文政の時代。人形のように美男で「人形佐七」の異名をとった主人公を中心に繰り広げられるスリル＆サスペンスたっぷりのスリラー風の捕物帳。

## 配役・キャスト
- 人形佐七：松方弘樹
- お粂：小林千登勢
- きんちゃくの辰五郎：渥美清
- うらなりの豆六：克美しげる
- 神崎甚五郎：岩井半四郎
- 宗吉：谷幹一
- このしろの吉兵衛：水島道太郎
- 千代：岸旗江
- 鳥越の嘉平次：殿山泰司
- 寅松：村田正雄
- 寅八：矢田稔
- おりき：伊藤智子
- 源次：穂積隆信
- 太吉：宗近晴見
- おみよ：中村歌
- 力松：古川緑九
- 三次：大塚周夫
- おふさ：井上玲子
- 北あけみ
- 真屋順子

ほか

## スタッフ
- 原作：横溝正史
- 脚本：榎本滋民・川崎九越・八田弥八・岡田光治・杉山義法 ほか
- 音楽：古関裕而
- 制作：浜村道哉
- 演出：小林利雄・安江泰雅・小林万顕・小林安次・浦野進・加納守・井上博 ほか
- 製作：NHK

## 放映リスト（サブタイトルリスト）
1. 生きている自来也
2. 武者人形の首
3. 日本左衛門
4. 暦かくしの女
5. 音羽の猫
6. 鶴の千番
7. ほおずき大尽
8. 謎の折鶴
9. お時計献上
10. お化け長屋
11. 江戸お構い
12. 魂浮かれ
13. 鬼の雨
14. 水晶の数珠
15. 眠り鈴之助
16. こうもり屋敷
17. 猫
18. 駕籠で来た女
19. 藁人形
20. 女難剣難
21. くくり猿の秘密
22. 捕物三つ巴
23. 二人和尚
24. 土手の菊
25. 夜歩き娘
26. 妙法丸
27. 恋の通し矢
28. 吉様まいる
29. 夜ごと来る男
30. 矢がすりの女
31. いなり娘
32. 八つ目鰻
33. 双葉将棋
34. 仇討絵草紙
35. 謎の血文字
36. 二枚短冊
37. 美男虚無僧
38. 角兵衛獅子
39. 雪女
40. 三河万歳
41. たこの行方
42. 七羽の鳩
43. 恩愛地蔵
44. 雪の夜噺
45. 狸御殿
46. 破れ扇
47. 回向院で逢った女
48. 狸ばやし
49. 幽霊若衆
50. 花見の仇討ち